# جامعة المنصورة الجديدة
جامعة المنصورة الجديدة (بالإنجليزية: New Mansoura University)‏ هي جامعة أهلية مصرية تقع في مدينة المنصورة الجديدة في محافظة الدقهلية بمصر، وتأسست عام 2019.

## تاريخ إنشاء الجامعة
تأسست الجامعة في البداية كفرع لجامعة المنصورة على أرض بجوار مدينة جمصة «مدينة المنصورة الجديدة الآن» في محافظة الدقهلية بمصر ثم استقلت وتحولت إلى جامعة أهلية باسم جامعة المنصورة الجديدة.
في 14 أغسطس 2020، أصدر عبد الفتاح السيسي رئيس مصر قرارًا جمهوريًا بإنشاء جامعة المنصورة الجديدة بالإضافة لجامعات العلمين الدولية والملك سلمان والجلالة.

## مجالات الدراسة
تتوفر 7 مجالات للدراسة في جامعة المنصورة الجديدة وهي :

### مجالالأعمال
ويتضمَّن:
- برنامج ريادة الأعمال والابتكار
- برنامج الإدارة
- برنامج التمويل والاستثمار
- برنامج المحاسبة ونظم المعلومات
- برنامج التسويق

### مجالعلوموهندسة المنسوجات
ويتضمَّن
- برنامج هندسة وتكنولوجيا المنسوجات
- برنامج كيمياء البوليمرات والألوان للمنسوجات
- برنامج إدارة وتسويق الملابس
- برنامج تصميم المنسوجات والموضة

### مجالالعلوم الهندسية
- ويتضمَّن [8] ( برنامج الهندسة النووية ونظم الطاقة ، برنامج الهندسة الطبية الحيوية ، برنامج هندسة وإدارة الإنشاءات ، برنامج الهندسة الكيميائية ، برنامج العمارة البيئية وتكنولوجيا البناء ، برنامج هندسه الميكاترونيكس ).

### مجالعلوموهندسة الحاسبات
- ويتضمَّن [9] ( برنامج علوم الحاسب ، برنامج علوم الذكاء الاصطناعي ، برنامج هندسة الحاسب ، برنامج هندسة الذكاء الاصطناعي ، برنامج المعلوماتية الطبية الحيوية ).

### مجالالعلوم الأساسية
- ويتضمَّن [10] ( برنامج الكيمياء الصناعية ، برنامج البيولوجيا الجزيئية ، برنامج علوم الأدلة الجنائية ).

برنامج الطب والجراحة التكاملي المبني على المجتمع

### برنامجطب الأسنان
- ويهدف البرنامج إلى إكساب الطلاب السلوكيات والمهارات:[12] ( المعرفة والخبرة والتفكير النقدي التحليلي ومهارات حل المشكلات والاحترافية والقيم الأخلاقية والمهارات الإجرائية والفنية ).

## الكليات
توجد 8 كليات في جامعة المنصورة الجديدة  وهي :
- كلية الأعمال [14]
- كلية المعاملات القانونية الدولية [15]
- كلية علوم وهندسة المنسوجات [16]
- كلية الهندسة [17]
- كلية علوم وهندسة الحاسبات [18]
- كلية العلوم [19]
- كلية الطب [20]
- كلية طب الأسنان [21]
- كلية الصيدلة [22]
- كلية التمريض ( افضل الكليات بالجامعة )

## كلية الهندسة
- قسم الهندسة الميكانيكية:
  - برنامج هندسة الطيران والفضاء.
  - برنامج هندسة تطوير المنتج.
  - برنامج هندسة الغزل والنسيج.
- قسم الهندسة الكهربية:
  - برنامج هندسة وتكنولوجيا الإعلام.
  - برنامج هندسة الحاسبات.
  - برنامج هندسة الذكاء الاصطناعي.
- برنامج هندسة البترول والغاز.
- برنامج الهندسة المعمارية والتكنولوجيا البيئية.
- برنامج الهندسة والتكنولوجيا للأعمال المدنية.